# Bentwisch
Bentwisch település Németországban, Mecklenburg-Elő-Pomeránia tartományban. Lakosainak száma 3575 fő (2023. december 31.). Bentwisch Mönchhagen, Rövershagen, Poppendorf, Broderstorf és Rostock községekkel határos.

## Népesség
A település népességének változása:
| Lakosok száma | 3198 | 3197 | 3453 | 3542 | 3575 |
|               | 2017 | 2019 | 2021 | 2022 | 2023 |